# C. Mayer (cràter)
C. Mayer és un cràter d'impacte de la Lluna que es troba a l'extrem nord de la Mare Frigoris, al nord del prominent cràter Aristòtil. També al sud, però menys distant, apareix el cràter Sheepshanks, més petit. A l'est es localitza el cràter Kane, inundat per la lava.

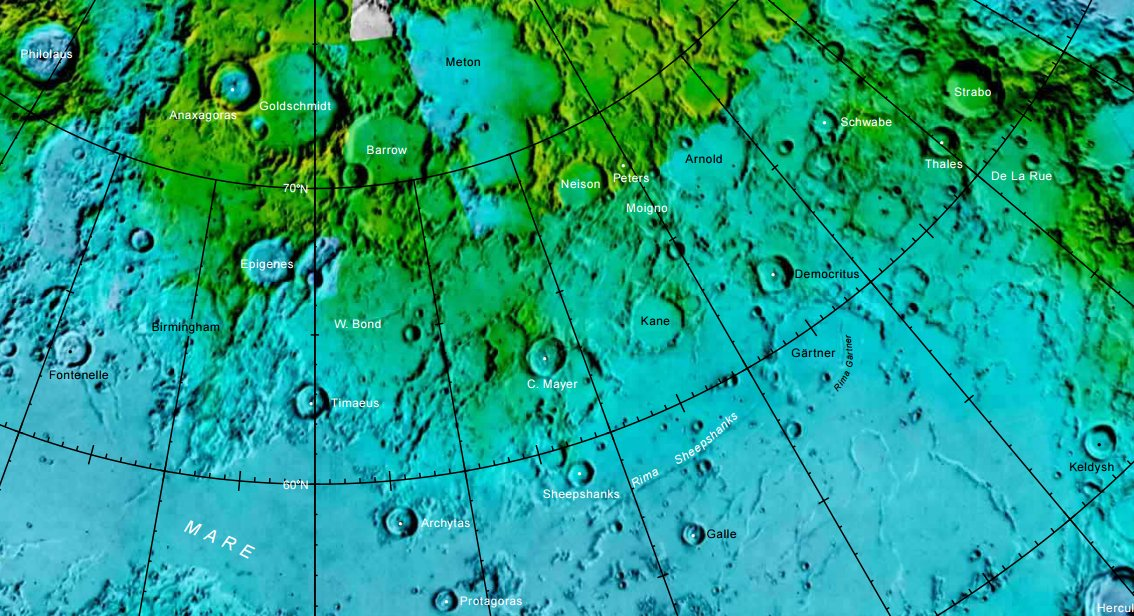
Localització de C. Mayer (centre de la imatge)
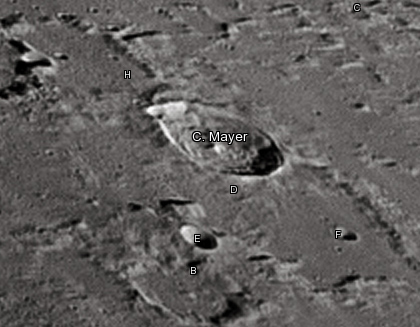
Cràters satèl·lit

C. Mayer és una formació relativament jove, amb una vora exterior esmolada i ben definida. El seu contorn no és del tot circular, amb un perfil una mica poligonal que sobresurt cap a l'exterior, sobretot a l'oest. Les parets interiors tenen un sistema de terrasses i el sòl de l'interior és rugós i irregular. El pic central es troba just al nord del punt mig, i s'estén en direcció nord.

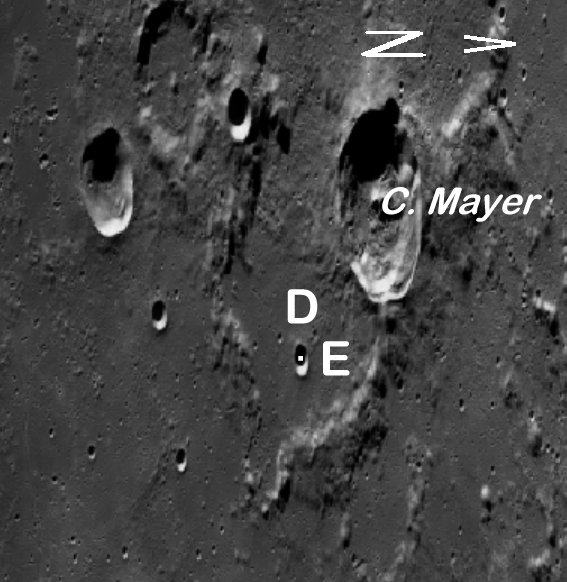
Cràter satèl·lit C. Mayer D. El seu contorn recorda el mapa del Brasil,[1] amb C. Mayer E a la posició aproximada que li correspondria a Brasília
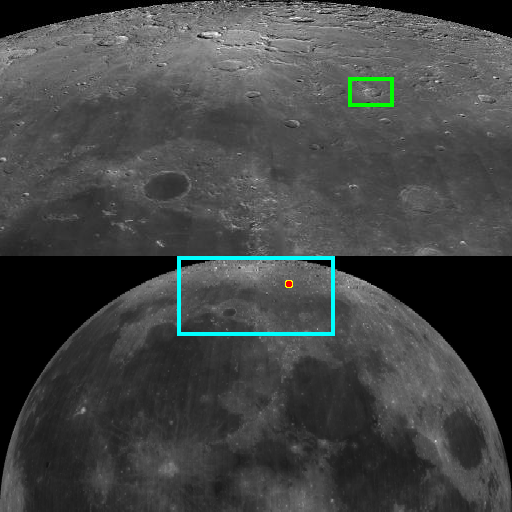
Localització de C. Mayer en la superfície lunar

La formació inundada de lava C. Mayer D es troba a la vora sud-oriental del cràter, i una bretxa en la vora sud-est enllaça amb la Mare Frigoris, que s'estén fins a les rampes exteriors del cràter.

## Cràters satèl·lit
Per convenció aquests elements són identificats en els mapes lunars posant la lletra en el costat del punt central del cràter que està més proper a C. Mayer.
| C. Mayer | Coordenades                          | Diàmetre |
| -------- | ------------------------------------ | -------- |
| B        | 60° 12′ N, 15° 36′ E / 60.2°N,15.6°E | 36 km    |
| D        | 62° 06′ N, 18° 36′ E / 62.1°N,18.6°E | 66 km    |
| E        | 61° 06′ N, 16° 00′ E / 61.1°N,16.0°E | 12 km    |
| F        | 62° 00′ N, 19° 30′ E / 62.0°N,19.5°E | 7 km     |
| H        | 64° 06′ N, 14° 42′ E / 64.1°N,14.7°E | 43 km    |